# Délinquant (album)
Pour l’article homonyme, voir Délinquant.
Albums de lim
Enfant du ghetto Voyoucratie repenti mais pas collabo
(2010)
Délinquant est le second album du rappeur français LIM, sortie le 27 octobre 2007 et placé directement numéro 1 au top album dès la première semaine. Cet album est aujourd'hui disque d'or.

## Historique
Le 22 octobre 2007 parait l'album sur le label Tous Illicites.Il se classe en tête des ventes. L'album devient dans les mois qui suivent disque d'or. Il s'agit des meilleures ventes du rap français indépendant depuis Mauvais œil de Lunatic.
Le double album Délinquant est composé de 32 titres (+ 2 cachés).

## Liste des titres

### CD1
1. intro (less/larsen pour rien sans rien) - 2:34
2. En bas de chez moi - lim,samira / (yensa) - 4:31
3. Mon Discours - lim,samira (LIM/R.A.T) - 3:35
4. On veut tous s'en sortir - lim,cens nino,boulox force - Mo'vez Lang (toxine) - 4:21
5. Si on reussit - lim,zeler (récidive) - 5:00
6. Pour vivre - lim,cheb abdel (LIM/R.A.T) - 4:48
7. On vit comme des bandits - lim,denver (LIM/R.A.T) - 4:27
8. Mon mec s'est fait péter - lim,boulox force - Mo'vez Lang,samira,aty.k (la baze prod/larsen pour rien sans rien) - 4:43
9. Violences conjugales - lim,samira (orel pour rien sans rien real par larsen) - 4:54
10. Tout était calculé - lim,zeler,aty.k (LIM/R.A.T) - 5:09
11. J'remercie (LIM/R.A.T) - 2:01
12. J'ai trop - lim,boulox force-Mo'vez Lang (psykote) - 4:11
13. Dans mon ghetto - lim,samira (triss/larsen pour La rue music) - 4:18
14. son sombre (smain) - 4:40
15. Freestyle Tous Illicites -lim,boulox force,les generaux salem et ismaili,fantom,neoklash,kayzer,kadillac,dam16,moha (LIM/R.A.T) - 9:22
16. Fait fumer (LIM/R.A.T) + Titre caché : Je regrette pas (LIM/R.A.T) - 6:31

### CD2
1. Intro - lim,samira (la baze prod/larsen pour rien sans rien) - 2:58
2. Fout la merde - lim,samira (Dj Maze/sound of stars pour dr,amazing publishing,ed. amélie) - 3:35
3. Où sont passés nos reves - lim,cens nino,boulox force-Mo'vez Lang samira / (Dj Maze/simple gee pour dr,amazing publishing,ed. amélie) - 4:31
4. J'aimerai tant me repentir (la baze prod/larsen pour rien sans rien) - 3:58
5. On en a marre de ramer - lim,zahouania / (DJ Kore) - 5:07
6. Dis leur (LIM/R.A.T) - 4:28
7. J'ai mal au cœur (orel pour rien sans rien real par larsen) - 3:48
8. L'école des trafiquants - lim,samira / (la baze prod/larsen pour rien sans rien) - 2:57
9. jour et nuit ça vend de la hi - lim,les généraux salem et ismaili,samira / (la baze prod/larsen pour rien sans rien) - 4:26
10. on est tous cramés (la baze prod/larsen pour rien sans rien) - 4:08
11. Vive nos bâtiments - lim,karl'1 / (yensa) - 4:12
12. Mec de tess (LIM/R.A.T) - 4:25
13. Mes frères en ont marre - lim,melchius (yensa) - 3:52
14. Je rap - lim,boulox force / (DJ bagdad) - 4:38
15. Freestyle tous illicites - LIM,Boulox Force,Zeler Big Boss,kayzer,fantom,Les Generaux Salem et Ismaili,Karl'1,Xtenzo, moha,Sir Doum's,Denver,Mimoun,neoklash,ChebAbdel / (LIM/R.A.T) - 7:03
16. Que Dieu me pardonne (LIM/R.A.T) + Titre caché : Délinquant (Version Longue) (LIM/R.A.T) - 8:20

Album produit et réalisé par LIM et R.A.T pour Tous Illicites